# Idioma edomita
El edomita fue un antiguo dialecto hebraico utilizado por los edomitas, ubicados al sudoeste de la actual Jordania y parte de Israel. Se escribía originalmente mediante una variante del alfabeto fenicio y en el siglo VI a. C. adoptó el alfabeto arameo.

## Aspectos históricos, sociales y culturales
El idioma edomita se conoce solo por un pequeño corpus, mayormente formado por breves inscripciones y óstraca.

## Descripción lingüística
La principal característica que distingue al edomita de otras lenguas cananeas como el hebreo es la retención de la marca de femenino -at que en hebreo bíblico se reduce a -āh (p. ej. qryt, «ciudad» para el hebreo bíblico qiryāh, que sin embargo la retiene en el estado constructo nominal: p. ej. qiryát yisrael, «ciudad de Israel»), como ocurría también en moabita. Con el tiempo, influencias arameas o árabes como el verbo whb («dar») o el término tgr («mercader») se introdujeron en la lengua, siendo whb un término especialmente común en nombres propios.
De acuerdo con Glottolog no era un idioma diferenciado del hebreo.